# Col du Hantz
Der Col du Hantz ist ein 637 m hoher Pass (auf manchen Karten 640 m) in den mittleren Vogesen in der Region Grand Est in Frankreich.

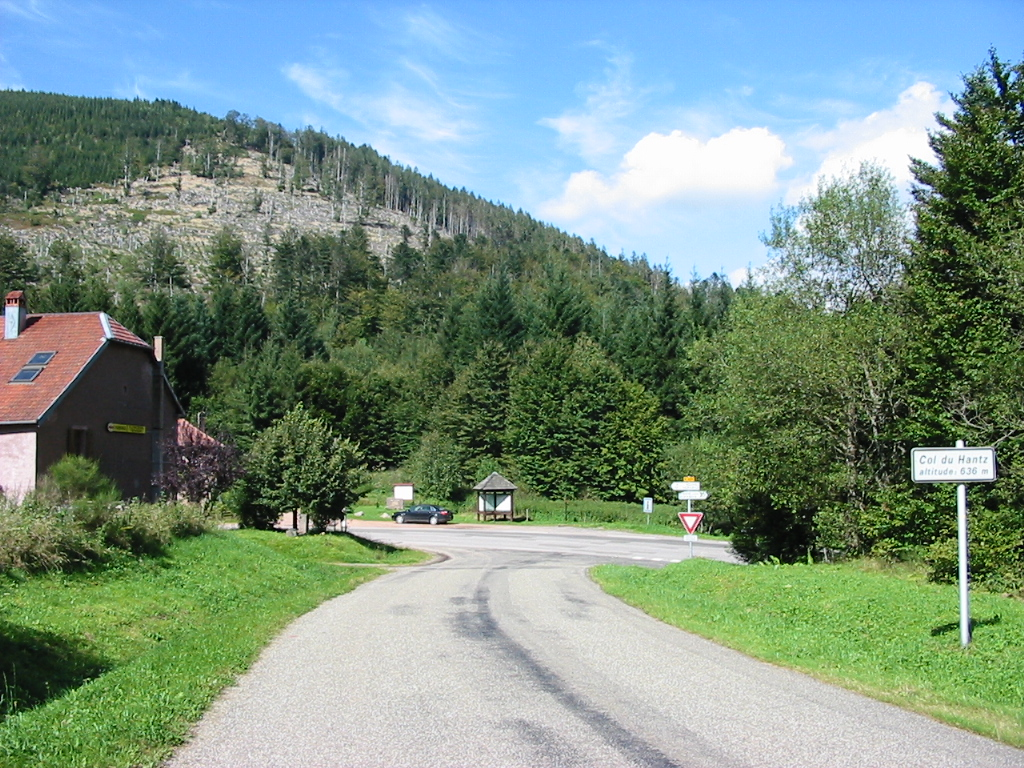
Ostseite des Col du Hantz

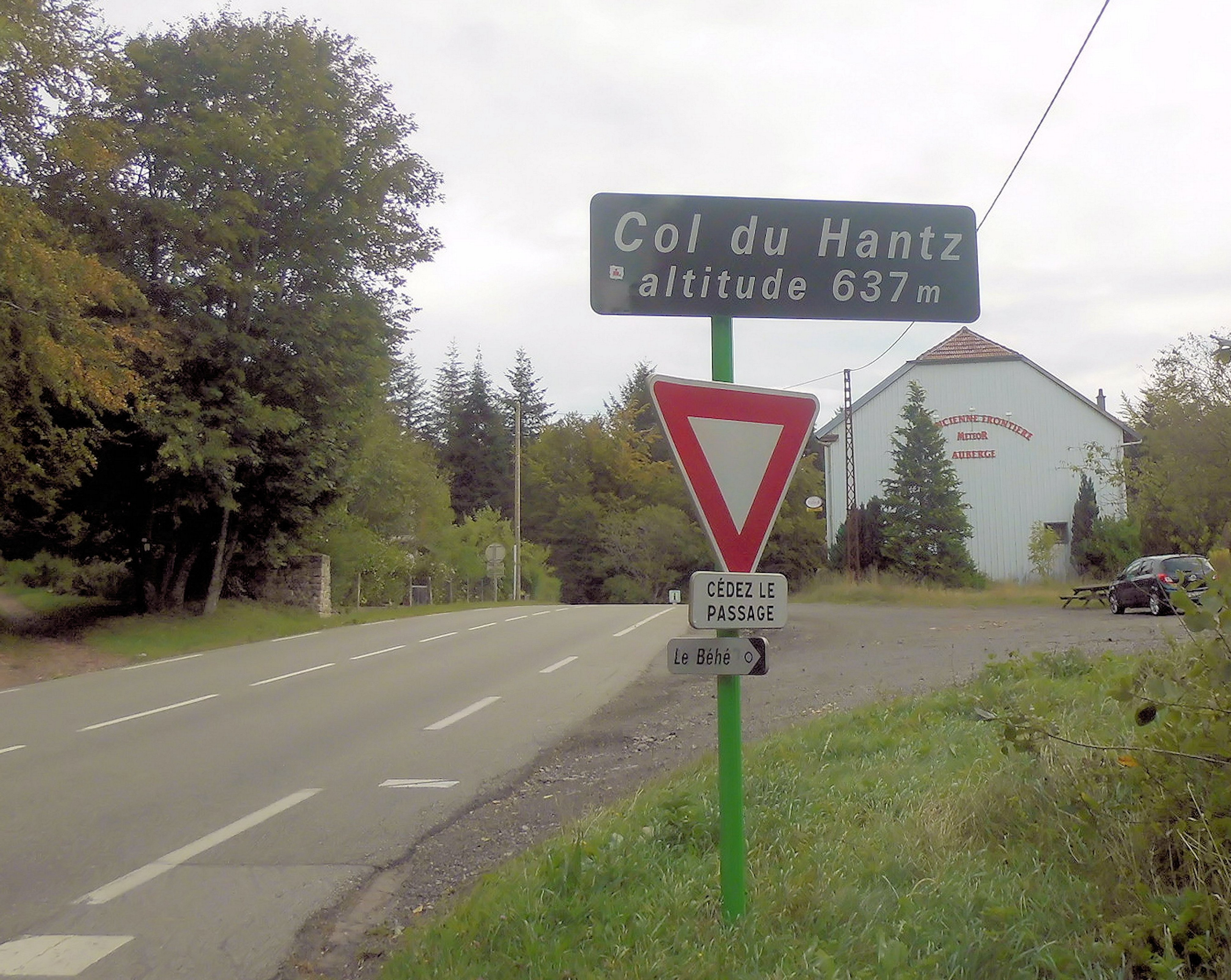
Westseite des Col du Hantz

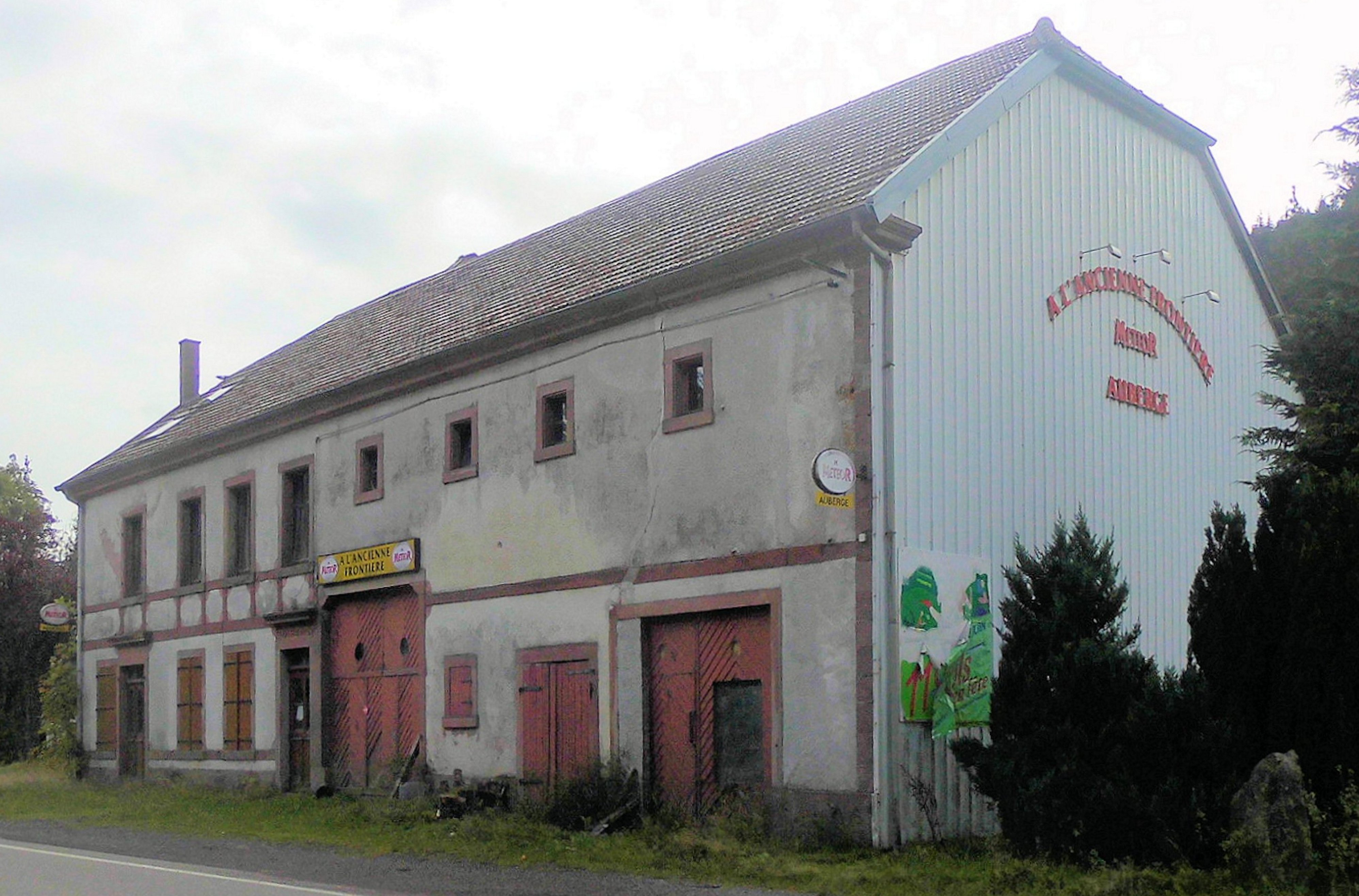
Ehemalige Herberge „An der alten Grenze“

Der Pass bildet den Sattel zwischen dem Berg Noire-Côte (905 m) im Norden und dem Boudimont (824 m) im Süden. Der Pass markiert die Grenze zwischen den französischen Départements Vosges (bis 2015 in der Region Lothringen) im Westen und Bas-Rhin (bis 2015 in der Region Elsass) im Osten. Am Pass treffen die Gemeindegebiete von Belval und Saulxures aufeinander. Über den Pass führt die Départements-Straße D 424 von Étival-Clairefontaine im Meurthetal über Senones und Belval nach Saint-Blaise-la-Roche  im Breuschtal.
Durch die Nähe zum stark frequentierten Col de Saales und zum mautpflichtigen Maurice-Lemaire-Tunnel kommt dem Col du Hantz keine überregionale Bedeutung als Verkehrsachse für den Schwerverkehr zu. Die gut ausgebaute Straße wird in der wärmeren Jahreszeit von Rad- und Motorradfahrern geschätzt.
An der Westseite des Passes entspringt der Bouchard, der über den Rabodeau und die Meurthe zur Mosel entwässert. An der östlichen Passrampe liegt die Quelle des Machinrupt, der über den Ruisseau de Champenay und die Breusch zum Rhein führt. Über den Pass führt der Fernwanderweg GR 532 von Wœrth nach Belfort.
Auf alten Karten finden sich die Schreibweisen Hanz oder Han, wobei letztere es nicht wahrscheinlich macht, dass der Name vom germanischen Vornamen Hans abgeleitet ist.
Die Passage über den Vogesenkamm war bereits in gallorömischer Zeit bekannt. Damals wurde insbesondere Salz aus Moyenmoutier und dessen Umgebung nach Norditalien transportiert. Aus dem 7. Jahrhundert sind die Transportwege über den Col du Hantz und Saulxures sowie über Saales und das Tal von Villé belegt. Seit das Elsass ab 1648 zu Frankreich gehörte, war die Transportroute über den Col du Hanz als chemin des Sauniers (Salzbrecherweg) bekannt.
Nach der Niederlage Frankreichs im Deutsch-Französischen Krieg von 1870 befand sich auf dem Pass die Staatsgrenze zwischen Elsass-Lothringen im Hoheitsgebiet des Deutschen Reiches und dem bei Frankreich verbliebenen Teil Lothringens. An der Grenze wurde eine Zollstation eingerichtet. Der Name der inzwischen abgebrannten Herberge an der Stelle des ehemaligen Grenzüberganges erinnert noch daran: L’ancienne frontière („An der alten Grenze“).
Während des Ersten Weltkrieges war der Col du Hantz mehrfach Schauplatz von Gefechten. Bei Kämpfen vom 14. bis 19. August 1914 nahm die französische Armee den Pass ein. Das Deutsche Heer verlegte 1916 die 25,7 km lange Hantzbahn von Saint-Blaise (damals Heiligblasien) über den Pass. Nach dem Waffenstillstand von 1918 kam Elsass-Lothringen wieder zu Frankreich. Mit der Unterbrechung der deutschen Besatzung im Zweiten Weltkrieg ist der Col du Hantz seit 1918 ein innerfranzösischer Pass.
Eine Stele auf dem Passplateau erinnert an die am 6. Oktober 1944 gegen Ende des Zweiten Weltkrieges von den Deutschen deportierten 354 Männer aus dem oberen Rabodeautal und aus Senones, von denen 254 in Konzentrationslager starben. Ein weiteres Mahnmal ist 39 hingerichteten britischen Fallschirmjägern gewidmet.
Auf dem Col du Hantz gab es während der 7. Etappe der Tour de France 2005 eine Bergwertung, die damals Fabian Wegmann gewann.

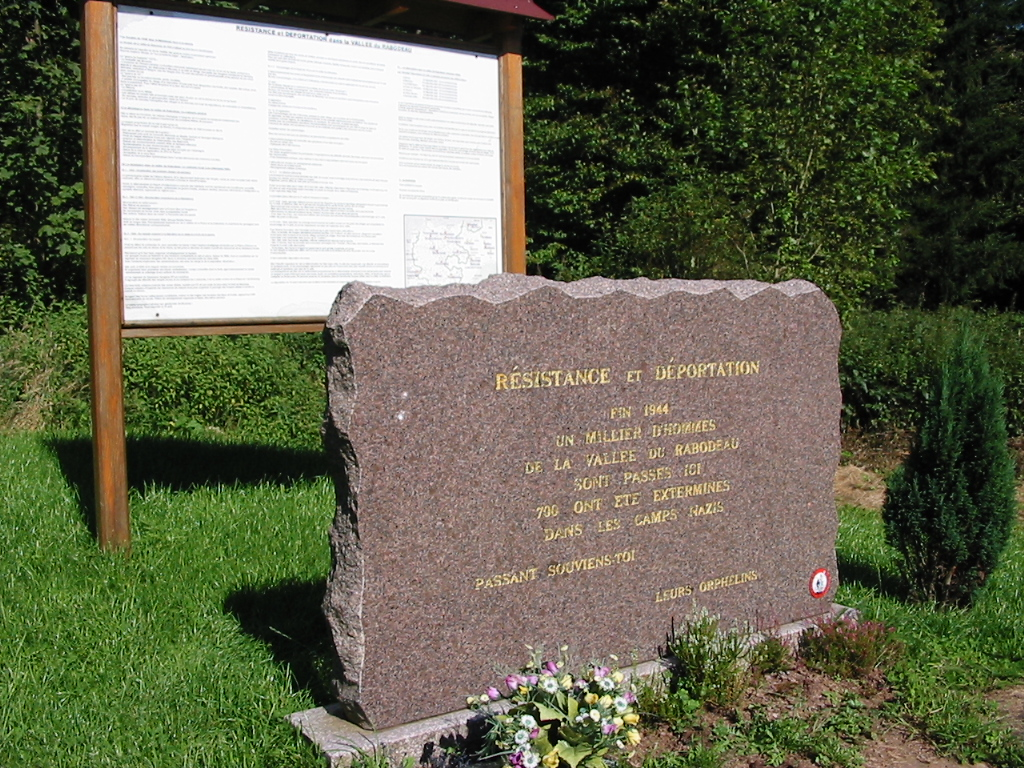
Deportierten-Mahnmal

## Belege
1. ↑  Karte auf geoportail.gouv.fr
2. ↑  Jean-Stéphane Arnold: Le restaurant «À l’ancienne frontière» ravagé par les flammes. In: dna.fr. 1. Juli 2021, abgerufen am 3. Oktober 2021 (französisch).
3. ↑  Deportation 1944 auf petit-patrimoine.com (französisch)